# Calhandrinha-comum

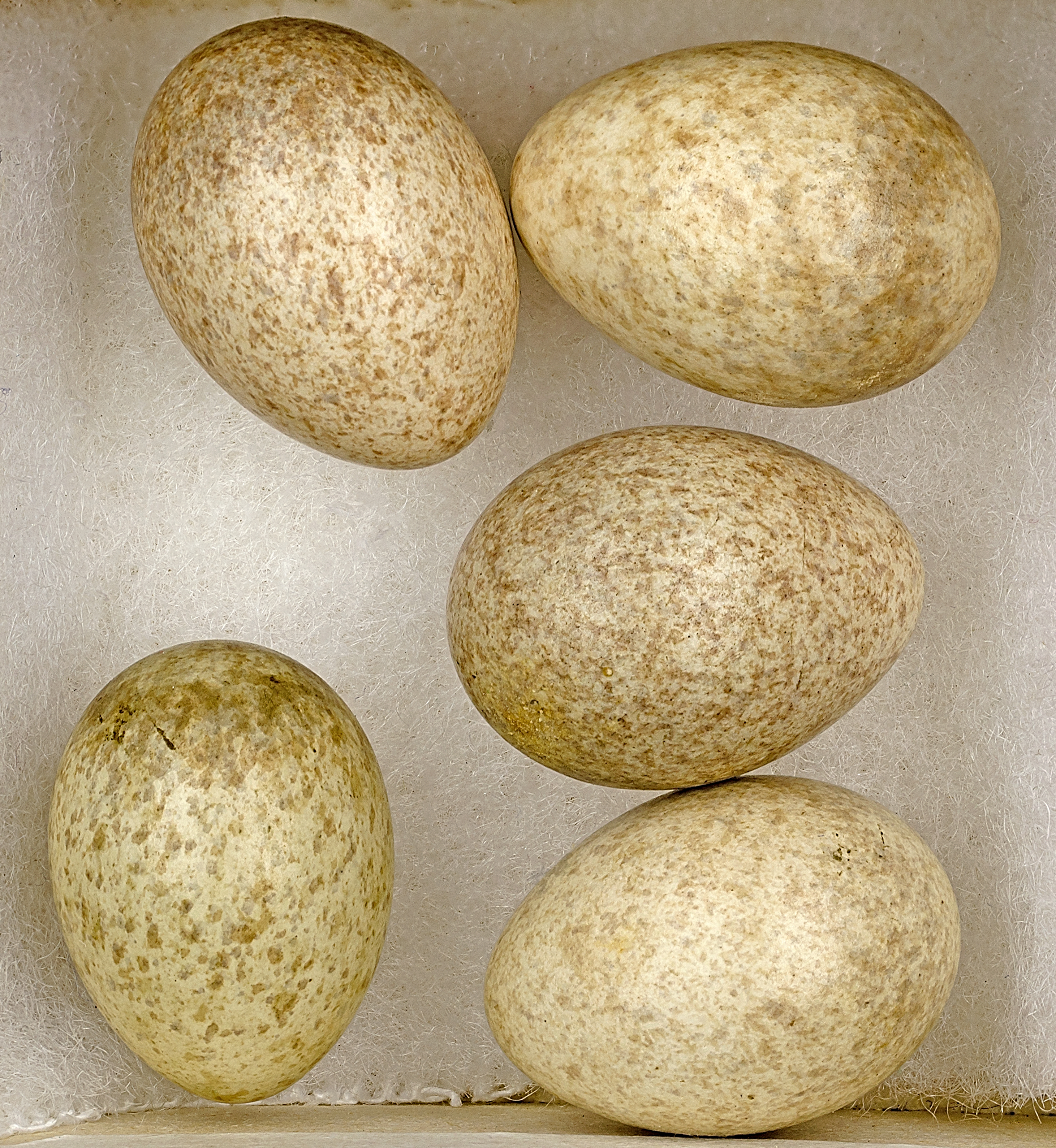
Calandrella brachydactyla

Calhandrinha-comum ou calhandrinha-galucha (Calandrella brachydactyla) é uma ave da família Alaudidae.
Tem cerca de 13–14 cm de comprimento, caracterizando-se pela plumagem predominantemente castanha clara, sem marcas no peito.
Frequenta terrenos sem árvores, cultivados ou não, nidificando no solo. Em Portugal esta espécie é um visitante estival, que chega em finais de Março e parte no final do Verão. Inverna na África tropical.